# Penacova (freguesia)

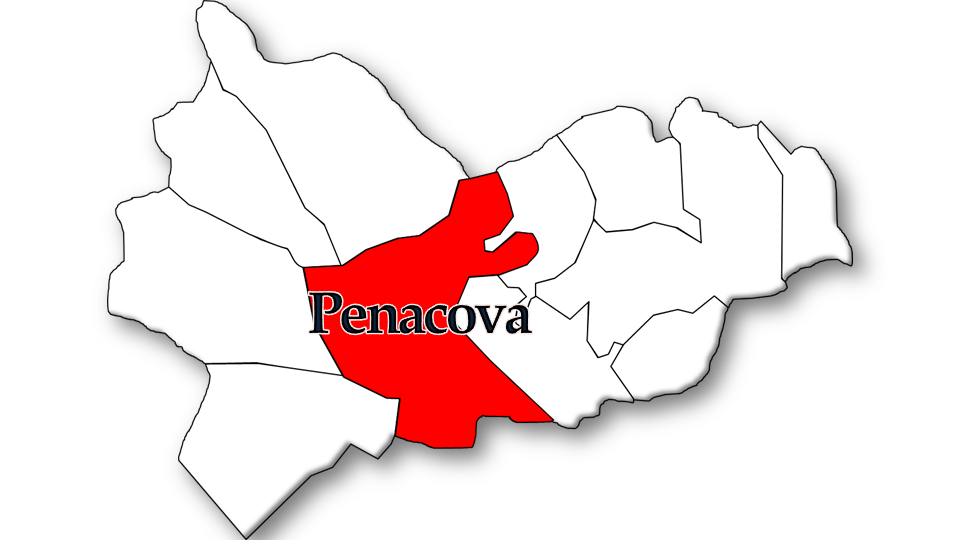
Localização da freguesia no Município de Penacova

A Freguesia de Penacova é uma freguesia portuguesa do Município de Penacova com 31,75 km² de área e 2824 habitantes (censo de 2021), tendo, por isso, uma densidade populacional de 88,9 hab./km².

## Demografia
A população registada nos censos foi:
| Distribuição da População por Grupos Etários | Distribuição da População por Grupos Etários | Distribuição da População por Grupos Etários | Distribuição da População por Grupos Etários | Distribuição da População por Grupos Etários |
| -------------------------------------------- | -------------------------------------------- | -------------------------------------------- | -------------------------------------------- | -------------------------------------------- |
| Ano                                          | 0-14 Anos                                    | 15-24 Anos                                   | 25-64 Anos                                   | > 65 Anos                                    |
| 2001                                         | 453                                          | 510                                          | 1895                                         | 726                                          |
| 2011                                         | 403                                          | 289                                          | 1743                                         | 819                                          |
| 2021                                         | 277                                          | 264                                          | 1424                                         | 859                                          |

A população da freguesia é distribuída pelos seguintes lugares, casais e quintas:
- Água do Soito
- Azenha do Rio
- Barca do Concelho
- Belfeiro
- Besteiro
- Boas Eiras
- Casal de Santo Amaro
- Casalito
- Carvalhal de Mansores
- Carvoeira
- Chã
- Chainho
- Cheira
- Felgar
- Ferradosa
- Galiana
- Gondelim
- Hospital
- Mata das Caldas
- Penacova
- Ponte
- Quinta da Ribeira
- Quinta dos Penedos
- Riba de Baixo
- Riba de Cima
- Ribela
- Ronqueira
- Sanguinho
- Soito
- Travasso
- Vale de Sapos
- Vale de Gonçalo
- Várzea
- Vila Nova